# مطار طشقند الدولي
مطار طشقند الدولي (بالأوزبكية: Islom Karimov Toshkent Xalqaro Aeroporti)(إياتا: TAS، إيكاو: UTTT) هو المطار الرئيسي في دولة أوزبكستان.

## شركات الطيران

### الركاب
| شركـات طيـران               | الوجهات |
| --------------------------- | --- |
| إيروفلوت                    | مطار شيريميتييفو الدولي، مطار بولكوفو |
| العربية للطيران             | مطار أبو ظبي الدولي، مطار الشارقة الدولي |
| طيران أستانا                | مطار ألماتي الدولي، مطار آستانا الدولي |
| إير كايرو                   | مطار شرم الشيخ الدولي |
| الأناضول جت                 | مطار إيسنبوغا الدولي |
| خطوط آسيانا الجوية          | مطار إنتشون الدولي |
| الخطوط الجوية الأذربيجانية  | مطار حيدر علييف الدولي |
| Azimuth                     | مطار فنوكوفو الدولي |
| طيران بيلافيا               | مطار مينسك الدولي |
| خطوط جنوب الصين الجوية      | مطار بكين داشينغ الدولي، مطار أورومتشي الدولي |
| FlyArystan                  | مطار آستانا الدولي (تبدأ 3 يوليو 2023) موسمي: مطار حضرة السلطان الدولي |
| فلاي دبي                    | مطار دبي الدولي |
| فلاي إيجيبت                 | موسمي: مطار شرم الشيخ الدولي |
| طيران ناس                   | مطار الملك عبد العزيز الدولي، مطار الملك خالد الدولي |
| IrAero                      | مطار نوفوسيبيرسك |
| طيران الجزيرة               | موسمي: مطار الكويت الدولي |
| كام إير                     | مطار كابل الدولي |
| كوريا للطيران               | مطار إنتشون الدولي |
| طيران لونج                  | مطار جينغديو الجديد، مطار شيان شيانيانغ الدولي |
| خطوط لوت الجوية البولندية   | عارض: مطار وارسو فريدريك شوبان |
| الخطوط الجوية الماليزية     | عارض موسمي: مطار كوالالمبور الدولي |
| النيل للطيران               | عارض موسمي: مطار شرم الشيخ الدولي |
| نوردستار                    | مطار دوموديدوفو الدولي |
| Qanot Sharq                 | مطار بخارى الدولي، مطار فنوكوفو الدولي، مطار شرم الشيخ الدولي موسمي: Phuket، مطار بن غوريون الدولي |
| الخطوط الجوية القطرية       | مطار حمد الدولي |
| خطوط ريد وينغز الجوية ‏      | مطار محج قلعة الدولي، مطار دوموديدوفو الدولي |
| روسيه (خطوط جوية)           | مطار بولكوفو، مطار سوتشي الدولي |
| سكاي أب                     | موسمي: مطار بوريسبيل الدولي (معلقة) |
| Somon Air                   | مطار دوشانبي الدولي |
| الخطوط الجوية التركية       | مطار إسطنبول الدولي |
| طيران تركمانستان            | مطار عشق آباد الدولي"Skyscanner". اطلع عليه بتاريخ 2024-09-06. |
| خطوط أورال الجوية           | Chelyabinsk، Krasnodar، مطار يميلانو الدولي، مطار جوكوفسكي الدولي، مطار نوفوسيبيرسك، مطار كوروموخ الدولي، مطار كولتسوفو الدولي |
| Utair                       | مطار فنوكوفو الدولي، مطار بولكوفو، Tyumen |
| الخطوط الجوية الأوزبكستانية | مطار ألماتي الدولي، Amritsar، Andizhan، مطار أنطاليا، مطار آستانا الدولي، مطار سوفارنابومي الدولي، مطار باطومي الدولي، مطار بكين العاصمة الدولي، مطار مناس الدولي، مطار بخارى الدولي، مطار انديرا غاندي الدولي، مطار دبي الدولي، مطار دوشانبي الدولي، Fergana، مطار فرانكفورت، مطار إسطنبول الدولي، مطار سوكارنو هاتا الدولي، مطار الملك عبد العزيز الدولي، Karshi، Kazan، Krasnodar، مطار كوالالمبور الدولي، مطار بوريسبيل الدولي (معلقة)، مطار علامه إقبال الدولي، مطار لندن هيثرو، مطار الأمير محمد بن عبد العزيز الدولي، Mineralnye Vody، مطار مينسك الدولي، مطار دوموديدوفو الدولي، مطار تشاتراباتي شيفاجي الدولي، مطار نمنكان ‏، مطار جون إف كينيدي الدولي، مطار نوفوسيبيرسك، Nukus، مطار ريغا الدولي، Rostov-on-Don، مطار بولكوفو، مطار سمرقند الدولي، مطار الشارقة الدولي، مطار إنتشون الدولي، مطار سوتشي الدولي، مطار تبليسي الدولي، Termez، مطار ناريتا الدولي، Urgench، مطار أورومتشي الدولي (تسأنف 30 يونيو 2023)، مطار كولتسوفو الدولي موسمي: مطار فيلانا الدولي، مطار مالبينسا، Phuket، مطار فو كوك الدولي، مطار شرم الشيخ الدولي عارض موسمي: Hambantota–Mattala |
| ويز للطيران أبو ظبي         | مطار أبو ظبي الدولي |
| Zagros Airlines             | مطار الإمام الخميني الدولي |

### الشحن
| شركـات طيـران               | الوجهات |
| --------------------------- | --- |
| دي إتش إل للطيران           | مطار لايبزيغ هاله                                                                                                   |
| لوفتهانزا للشحن             | مطار ألماتي الدولي، مطار كيمبيغودا الدولي، مطار تشونغتشينغ جيانغبى الدولي، مطار قوانغتشو باييون الدولي              |
| Silk Way Airlines           | مطار حيدر علييف الدولي                                                                                              |
| الخطوط الجوية التركية       | مطار انديرا غاندي الدولي، مطار هونغ كونغ الدولي، مطار إسطنبول الدولي، منطقة سول العاصمة، مطار تايوان تاويوان الدولي |
| الخطوط الجوية الأوزبكستانية | Ostrava، مطار شانغهاي بودنغ الدولي                                                                                  |
| YTO Cargo Airlines          | مطار هانغتشو شياوشان الدولي                                                                                         |

## مقالات متعلقة
- مطار سمرقند الدولي